# Hymenoceridae
Hymenoceridae is een familie van kreeftachtigen uit de klasse van de Malacostraca (hogere kreeftachtigen).

## Geslachten
- Hymenocera Latreille, 1819
- Phyllognathia Borradaile, 1915